# Općina Novaci
Općina Novaci (makedonski: Општина Новаци) je jedna od 80 općina Sjeverne Makedonije koja se prostire na jugu Sjeverne Makedonije na granici s Grčkom. 
Upravno sjedište ove općine je selo Novaci.

## Zemljopisne osobine
Općina Novaci je sastavljena od dvije različite krajine, zapadni dio pripada ravnoj i plodnoj dolini Pelagoniji, dok je istočni dio - Mariovu, kamenitom i golom planinskom kraju. Ove dvije krajine podijeljene su Selečkom planinom (ona razdvaja općinu po pola), s jugoistoka granice općine su planine Kozjak i Nidže. Jedini značajni vodotok u općini je Crna Reka.
Općina Novaci graniči s općinom Prilep na sjeveru, te s općinom Mogila na sjevero-zapadu, s općinom Bitola na zapadu, te s Grčkom na jugoistoku.
Ukupna površina Općine Novaci  je 753,53 km².

## Stanovništvo
Općina Novaci  ima 3 549 stanovnika, od toga ih u mjestu Novaci živi 1 283 (36%), to je jedna od najnesaljenijih općina u Makedoniji. Po popisu stanovnika iz 2002. nacionalni sastav stanovnika u općini bio je sljedeći;

## Naselja u Općini Novaci
Ukupni broj naselja u općini je 41, i sva imaju status sela.

## Pogledajte i ovo
- Sjeverna Makedonija
- Općine Sjeverne Makedonije

## Vanjske poveznice
- Općina Novaci na stranicama Discover Macedonia